# Sanoor

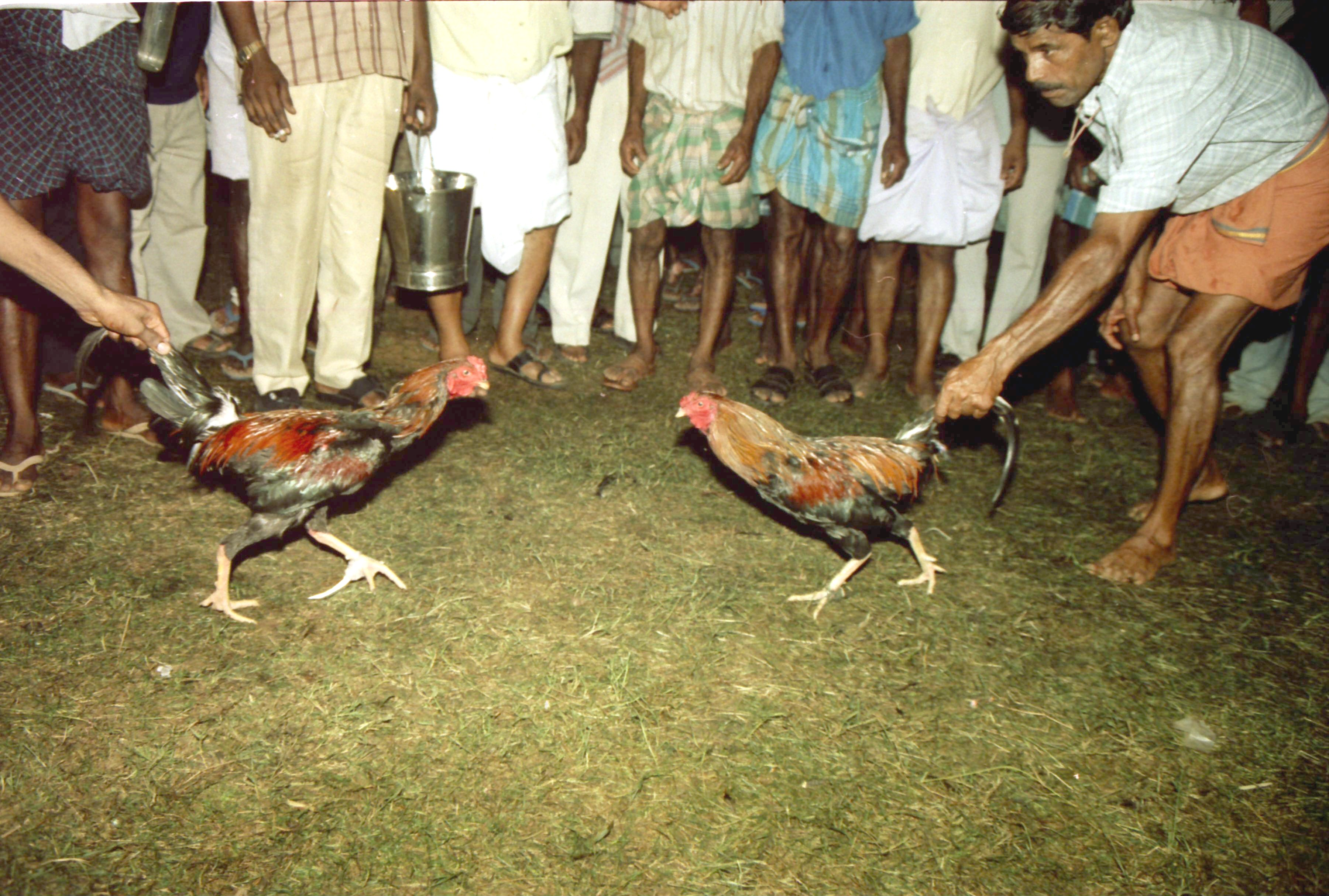
The annual Umanatherna Korida Katta

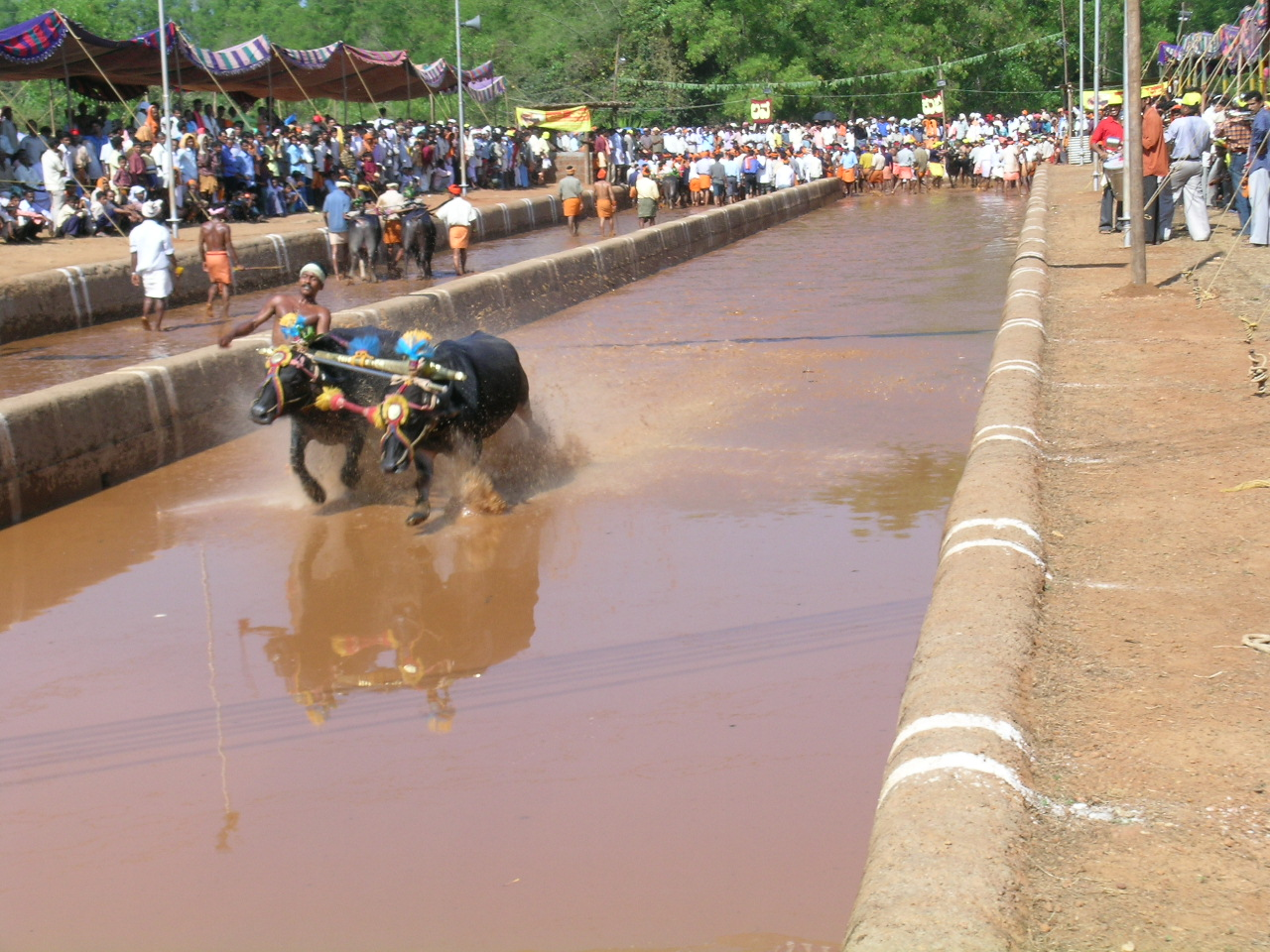
The annual Kambala (water buffalo race)

Sanoor là một thị trấn nằm ở phía Nam bang Karnataka, Ấn Độ.